# Marielena Dávila
María Elena Dávila Delgado (Caracas, 3 de mayo de 1992) es una actriz, cantante y modelo venezolana.

## Carrera
En 2014, hizo su debut en la actuación participando en la telenovela estadounidense de Telemundo, En otra piel, interpretando a una ex-pandillera llamada Jennifer Andrade.
En 2015, protagoniza junto a Pedro Moreno la telenovela estadounidense de Univisión, Voltea pa' que te enamores, remake de la telenovela venezolana homónima. En esta historia interpreta a María Matilda Ramos, una joven bella, alegre, soñadora y buena estudiante que trabaja en una cafetería y tiene el sueño de convertirse en una gran arquitecta.
En 2020, participa en la telenovela estadounidense de Telemundo, 100 días para enamorarnos, remake de la teleserie argentina 100 días para enamorarse, interpretando a Sol, una estudiante de secundaria.

## Vida personal
Es hija de la presentadora de televisión venezolana Chiquinquirá Delgado y el cantante venezolano Guillermo Dávila.
Estudió cine y teatro en Nueva York.
En 2017, reveló que padece la enfermedad autoinmune de tiroides, más conocida como tiroiditis de Hashimoto.
El 28 de enero de 2025, anunció su compromiso matrimonial con el empresario John Lowell.

## Filmografía

### Televisión
| Año  | Título                     | Rol                          | Notas             |
| ---- | -------------------------- | ---------------------------- | ----------------- |
| 2014 | En otra piel               | Jennifer Andrade             | Actuación estelar |
| 2014 | Voltea pa' que te enamores | María Matilda Ramos Valverde | Protagonista      |
| 2020 | 100 días para enamorarnos  | Soledad "Sol" Bernal         | Recurrente        |
| 2021 | La suerte de Loli          | Jessica Contreras Castro     | Actuación Estelar |

### Cine
| Año  | Película       | Rol   | Director        | Notas        |
| ---- | -------------- | ----- | --------------- | ------------ |
| 2011 | The Last Event |       | Jeanne Tanios   | Cortometraje |
| 2011 | Delusion       |       | Jay Palmieri Jr | Cortometraje |
| 2012 | Lifeless       | Mia   | VP Boyle        | Cortometraje |
| 2015 | Audition       | Mujer | Matt Herron     |              |